# Погром на Манежній площі
Погром на Манежній площі — кульмінація Всеросійської акції пам'яті, що вилилася в масові зворушення на Манежній площі Москви 11 грудня 2010 року.
О 15 на Манежну площу на несанкційований мітинґ зібралося від 5 до 50  тисяч учасників (за версією телеканала «Росія-24»). Деякі учасники скандували лозунги: "Русские, вперёд!", "Один за всех и все за одного!" та націоналістичні лозунги. Кілька прохожих неслов'янської зовнішності зазнали побиття. Міліції на майданчику спочатку було недостатньо та вона нічого не змогла зробити з молоддю, не задоволеної засиллям кавказців у столиці Росії. Міліціонери намагалися "відбити" вірмен та азербайджанців, що потрапили до рук обурених демонстрантів, але цього зробити не змогли зважаючи на нечисленність загонів. Через кілька десятків хвилин етнічні росіяни зіткнулися у бійці з омоном. До мітингуючих вийшов начальник Московського УВС Колокольцев та намагався втихомирити розбурханий натовп. Ці спроби виявилися невдалими через хистку позицію УВС, яке представляв Колокольцев: він не зміг дати чіткі відповіді на питання учасників акції. Зокрема, начальник не відповів на головне питання: "Чому відпустили вбивць Єгора?"  Протестуючі запалювали фаєри, підривали петарди, кидали порожні пляшки та камені. Було повідомлено про 29 постраждалих. Постраждали омоновці - 8 чоловік. Повідомлення про одного загиблого були спростовані ГУВС. Затримано 65 чоловік. Зіпсована новорічна ялинка. 

## Події уметро
Відступаючи, протестуючі розбили плафони на станції Охотный ряд та збили кілька чоловік. На станції Театральная о 18.15 був скоєний напад на "приїжджого з Узбекистану". Однак затриманих приїжджий не упізнав а ті відмовлялися від пред'явлених звинувачень та були відпущені на волю. 
Представники МВС заявили, що до акції були причетні активісти ДПНІ.